# Любочка
«Любочка» — радянський художній фільм 1984 року, знятий режисером Валерієм Федосовим на Одеській кіностудії.

## Сюжет
Телефільм. Випускниця музичного училища Любочка Вєткіна погоджується тимчасово попрацювати у дитячому садку. Після низки комічних пригод, які Любочка пережила разом із малюками, вона приходить до несподіваного для себе рішення присвятити своє життя вихованню чужих дітей.

## У ролях
- Марина Левтова — Любов Сергіївна Вєткіна, піаністка-вихователька у дитячому садку
- Альоша Вєсєлов — Саша Кольосов, дитсадівець
- Сергій Никоненко — Сергій, налаштовувач, наречений Любочки
- Ніна Гребешкова — Емма Матвіївна, завідувачка дитячого садка
- Ірина Азер — Галина Максимівна, вихователька у дитячому садку
- Наталія Хорохоріна — Варвара, нянечка в дитячому садку, мати Федьки
- Світлана Петросьянц — Ізольда, лікар
- Зоя Александріді — Манечка, дитсадівка
- А. Шаров — Коля Рогозін, дитсадівець
- С. Опришко — Митя
- Паша Євдокимов — Федька, син Варвари, дитсадівець
- Станіслав Соколов — Кольосов, батько Сашка
- Анжеліка Гущина — дитсадівка
- Галя Коренєва — епізод
- Вікторія Мамасахлісова — дитсадівка
- Валя Спітковський — епізод
- Віктор Баратинський — епізод
- Сергій Змієвський — епізод
- Вова Баранов — епізод
- І. Осипова — епізод
- Олена Амінова — мама Сашка
- Сергій Зінченко — епізод
- Віктор Маляревич — гість на святі у дитячому садку
- Віра Альховська — педагог
- Борис Боровський — фізрук
- Лариса Маркар'ян — мама Олени
- Олена Степанова — продавець грампластинок
- Петро Шидивар — артист у ролі білого офіцера, піаніст
- Василь Яковець — тато

## Знімальна група
- Режисер — Валерій Федосов
- Сценарист — Алла Ахундова
- Оператор — Аркадій Повзнер
- Композитор — Олексій Козлов
- Художник — Галина Щербина